# ヴク・ドラシュキッチ
ヴク・ドラシュキッチ（セルビア語: Вук Драшкић, ラテン文字転写: Vuk Draškić、2007年5月11日 - ）は、セルビアのサッカー選手。ポジションはゴールキーパー。

## 経歴

### レッドスター・ベオグラード
2024年1月24日のFKスパルタク・スボティツァ戦で親善試合ながらトップチームデビューを果たした。